# Yolo
Yolo é o quarto episódio da vigésima quinta temporada do seriado de animação de comédia de situação The Simpsons. O episódio foi escrito por Michael Nobori exibido originalmente em 10 de novembro de 2013.

## Enredo
Ao se sentir um pouco desanimado por ainda não ter realizado seus sonhos de infância,Homer convida um velho amigo de correspondência para ficar com ele e cruzar itens fora de sua lista de "coisas a fazer" a partir de quando ele tinha 10 anos de idade. Enquanto isso, Lisa institui um novo código de honra na Escola Primária de Springfield.

## Recepção
Dennis Perkins, do The A.V. Club, deu ao episódio um "B".

### Audiência
Em sua exibição original, o episódio foi assistido por 4,20 milhões de espectadores, recebendo 1.8 pontos de audiência, sendo o show mais assistido da FOX naquela noite e o segundo que melhor pontuou (atrás apenas de Family Guy).